# 3520 Klopsteg
3520 Klopsteg è un asteroide della fascia principale. Scoperto nel 1952, presenta un'orbita caratterizzata da un semiasse maggiore pari a 2,2561418 UA e da un'eccentricità di 0,1818468, inclinata di 4,58500° rispetto all'eclittica.